# Giffoni Sei Casali
Giffoni Sei Casali is een gemeente in de Italiaanse provincie Salerno (regio Campanië) en telt 4539 inwoners (31-12-2004). De oppervlakte bedraagt 34,4 km², de bevolkingsdichtheid is 123 inwoners per km².
De volgende frazioni maken deel uit van de gemeente: Capitignano, Sieti, Malche, Prepezzano.

## Demografie
Giffoni Sei Casali telt ongeveer 1546 huishoudens. Het aantal inwoners steeg in de periode 1991-2001 met 15,6% volgens cijfers uit de tienjaarlijkse volkstellingen van ISTAT.
| Jaar | Inwoneraantal |
| ---- | ------------- |
| 1991 | 3608          |
| 2001 | 4172          |

## Geografie
Giffoni Sei Casali grenst aan de volgende gemeenten: Calvanico, Castiglione del Genovesi, Fisciano, Giffoni Valle Piana, San Cipriano Picentino.